# Unicredit Czech Open 2007
L'Unicredit Czech Open 2007 è stato un torneo di tennis facente parte della categoria ATP Challenger Series nell'ambito dell'ATP Challenger Series 2007. Il torneo si è giocato a Prostějov, in Repubblica Ceca, dal 4 al 10 giugno 2007, su campi in terra rossa.

## Vincitori

### Singolare
Sergio Roitman ha battuto in finale  Florian Mayer con il punteggio di 7–6(1), 64

### Doppio
Ramón Delgado /  Juan Pablo Guzmán hanno battuto in finale  Tomáš Cibulec /  Leoš Friedl con il punteggio di 7–6(8), 6–1